# Maria Gonzaga

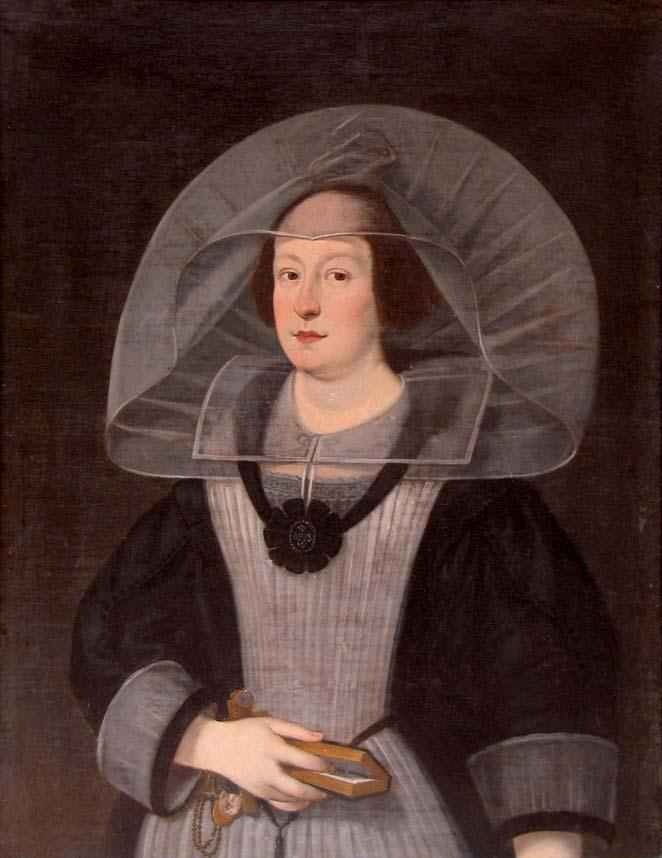
Maria Gonzaga

Maria Gonzaga (* 29. Juli 1609 in Mantua; † 14. August 1660 in Porto Mantovano) war eine italienische Prinzessin aus dem Haus der Gonzaga, die als Herzöge Mantua (in der Region Lombardei) und Montferrat (in der Region Piemont) regierten. Sie lebte unter vier Herzögen ihrer Familie und wurde schließlich zur letzten Vertreterin und Erbin ihres Hauses. Durch ihre Ehe mit ihrem Cousin Carlo II. Gonzaga (* 1609, † 30. August 1631) aus der jüngeren Linie der Gonzaga-Nevers war sie von 1627 bis 1631 (Mit-)Herzogin von Nevers und Rethel sowie Herzogin von Mayenne und wurde zur Stammmutter des bis 1709 in Mantua und Montferrat regierenden Hauses Gonzaga-Nevers.
Sie selbst war zwar nie Herzogin von Mantua – weder in eigenem Recht, noch als Gemahlin – sie war jedoch von 1637 bis 1647 Regentin der Herzogtümer Mantua, Montferrat, Nevers, Rethel und Mayenne für ihren minderjährigen Sohn Carlo III. Gonzaga (* 1629, † 1665). Durch ihre kluge und tatkräftige Politik trug sie wesentlich zum Wiederaufbau und zur Konsolidierung der vom Krieg verwüsteten Herzogtümer und zur außenpolitischen Stabilisierung des Staates bei, weshalb sie vielfach als die letzte bedeutende Herrscherin der Dynastie angesehen wird.
Zu ihren Nachkommen zählt u. a. Kaiser Franz I. Stephan von Lothringen und damit das Haus Habsburg-Lothringen und dessen Nachkommen.

## Herkunft

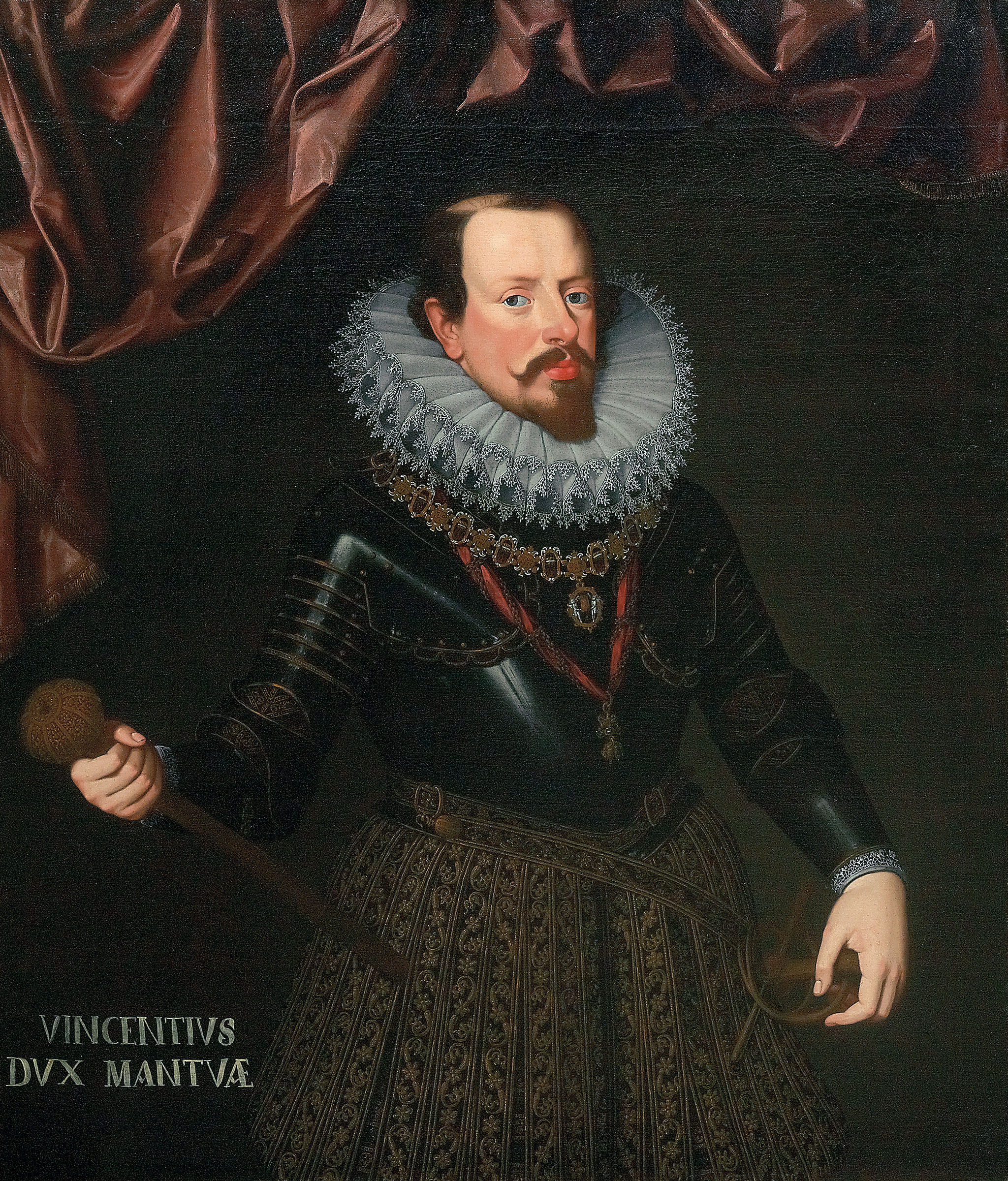
Vincenzo I. Gonzaga, Marias Großvater

Maria Gonzaga stammte aus der Hauptlinie des Hauses Gonzaga, das seit 1328 in Mantua regierte.
Marias Großvater Vincenzo I. Gonzaga, der von 1587 bis 1612 als 4. Herzog von Mantua und von Montferrat regierte, gilt als bedeutendster Vertreter seines Hauses und wird zu den größten Mäzenen der italienischen Renaissance gezählt. Er war mit dem Dichter Torquato Tasso befreundet, den er aus der Haft in Ferrara befreite, zog den jungen Komponisten Claudio Monteverdi an seinen Hof, der dort die erste Oper „L’Orfeo“ komponierte, und holte den Maler Peter Paul Rubens aus Flandern nach Mantua. Wegen seiner Mutter, der Erzherzogin Eleonore von Österreich (* 1534, † 1594), einer Tochter von Kaiser Ferdinand I., hatte Vincenzo I. sogar Ambitionen auf die Kaiserkrone. Maria stammte aus der zweiten Ehe ihres Großvaters mit Eleonora de’ Medici (* 1567, † 1611), die eine Tochter von Francesco I. de’ Medici, Großherzog von Toskana (1574–1587), und der Erzherzogin Johanna von Österreich (* 1548, † 1578) war.

Wappen der Gonzaga als Herzöge von Mantua (1588)

Marias Vater Francesco IV. Gonzaga (* 1586, † 1612) war der älteste Sohn und Erbe von Vincenzo I., dem er als 5. Herzog von Mantua und Montferrat folgte. Er regierte jedoch nur vom 10. Juni 1612 bis zum 22. Dezember 1612, da er mit 26 Jahren verstarb.
Marias Mutter war Margarete von Savoyen (* 1589, † 1655), eine Tochter von Karl Emanuel I. Herzog von Savoyen von 1580 bis 1630, und der Katharina Michaela, Infantin von Spanien und Erzherzogin von Österreich (* 1567, † 1597). Maria Gonzaga stammte daher von beiden Linien des Hauses Österreich ab.
Maria hatte nur zwei jung verstorbene Geschwister und war daher eine mögliche Erbin der Herzogtümer ihres Hauses.
Wesentlich für das Leben Marias waren ihre Onkel, die Brüder ihres Vaters, Ferdinando Gonzaga (* 1587, † 1626) und Vincenzo II. Gonzaga (* 1594, † 1627), sowie deren Schwestern. Ihre Tante Margarita Gonzaga (* 2. Oktober 1591 in Mantua, † 7. Februar 1632 in Nancy) heiratete Heinrich II., Herzog von Lothringen und Bar (1608 bis 1624), und hinterließ Nachkommenschaft, zu der u. a. Kaiser Franz I. Stephan von Lothringen zählte. Marias andere Tante Eleonora Gonzaga (* 23. September 1598 in Mantua, † 27. Juni 1655 in Wien) unterstützte Maria wiederholt, war ab 1622 mit Ferdinand II.verheiratet, der von 1620 bis 1637 als Kaiser des Heiligen Römischen Reiches regierte. Sie hinterließ jedoch keine Nachkommenschaft.

## Leben
Das Leben der Maria Gonzaga wurde durch die rasche Aufeinanderfolge von vier Herrschern aus ihrer Familie und durch das sich dabei abzeichnende schrittweise Erlöschen ihrer Familie geprägt, das sie schließlich zur einzigen Erbin ihres Hauses machte.
Durch ihre Ehe kam es in den Herzogtümern Mantua und Montferrat zum Wechsel der Dynastie vom Haus Gonzaga-Mantua zum Haus Gonzaga-Nevers, was zu einem Ereignis europäischer Bedeutung wurde, da hierdurch das empfindliche Gleichgewicht europäischer Großmächte in Italien in Frage gestellt wurde und es zum Mantuanischen Erbfolgekrieg kam. Sie erlebte auch die Herrschaft ihres Schwiegervaters und die ihres Sohnes, sie konnte jedoch als Regentin von 1627 bis 1637 ihre Qualität als eine der bedeutenden Herrscherinnen ihres Hauses unter Beweis stellen.

### Großvater Herzog Vincenzo I.
Maria wurde im Juli 1609 während der Regierungszeit ihres Großvaters Vincenzo I. Gonzaga als ältestes Kind des Erbprinzen Francesco IV. geboren, was ihrem alten Großvater erlaubte, eine zweite Jugend zu erleben und ihrer zehnjährigen Tante Eleonora Gonzaga das Vergnügen gab, sich um das Kleinkind zu kümmern. Als ihr Vater Francesco IV. mit seiner Frau als Statthalter nach Montferrat entsandt wurde, blieb Maria alleine in der Obhut ihrer Großeltern in Mantua zurück. Ihre – auch politisch – bedeutende Großmutter Eleonora de’ Medici verstarb jedoch am 8. September 1611 und ihr Großvater Vincenzo I. am 18. Februar 1612.

### Vater Herzog Francesco IV. (1612)

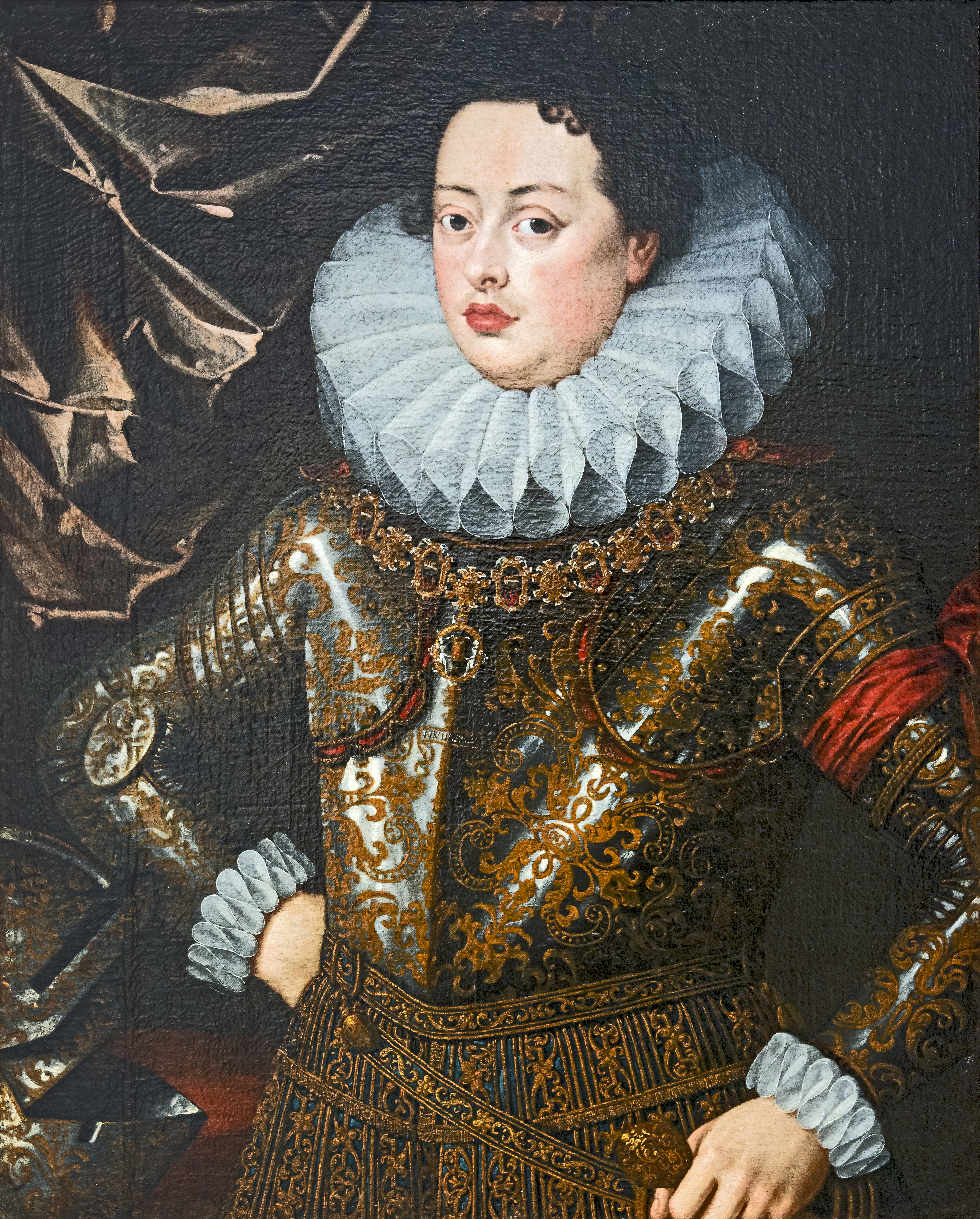
Herzog Francesco IV. Gonzaga, Marias Vater

Nach dem Tod ihres Großvaters folgte ihr Vater Francesco IV. als 5. Herzog von Mantua und Montferrat. Maria konnte sich jedoch nur wenige Monate eines harmonischen fürstlichen Familienlebens im Palazzo Ducale in Mantua erfreuen, denn im Alter von drei Jahren verlor sie im August 1612 auch ihren Vater, der nach einer Regierungszeit von nur zehn Monaten mit 26 Jahren an den Pocken verstarb.
Da die damals bloß dreijährige Maria Gonzaga das einzig überlebende Kind ihres Vaters war, stellte sich die Frage der Nachfolge in den Herzogtümern. Diese erschien innerhalb der Familie gesichert, da Marias Vater zwei Brüder hatte, allerdings war der nächste in der Thronfolge, Marias Onkel Ferdinando Gonzaga (* 1587, † 1626), seit 1607 Kardinal der Katholischen Kirche, aber es gab auch noch dessen jüngeren Bruder Vincenzo II. Gonzaga (* 1594, † 1627).
Der Erbfall weckte jedoch auch die Begehrlichkeit von Karl Emanuel I., Herzog von Savoyen (1580–1630), der ihn als Chance sah, das benachbarte, finanziell sehr attraktive Herzogtum Montferrat (jährliche Einnahmen in Höhe von 230.000 Dukaten) zu erwerben. Grundlage dafür war der Umstand, dass Maria Gonzaga die Erbin ihres Vaters und als Tochter der Margarete von Savoyen seine Enkelin war. Er sandte daher 1612 seinen Sohn Vittorio Amadeo I. (* 1587, † 1637) nach Mantua mit einem doppelten Auftrag: Er sollte die Nachfolge des nächsten Erben – Kardinal Ferdinand Gonzaga – mit dem Hinweis auf eine mögliche Schwangerschaft seiner Tochter, der Herzogin-Witwe Margarete von Savoyen, verhindern und zugleich Maria Gonzaga, die er als Erbin ihres Hauses ansah, nach Piemont in seinen Gewahrsam bringen. Dies, um sich so ein gewichtiges Pfand für die Nachfolge in Montferrat und allenfalls auch in Mantua zu sichern.

### Onkel Herzog Ferdinando Gonzaga (1612–1626)

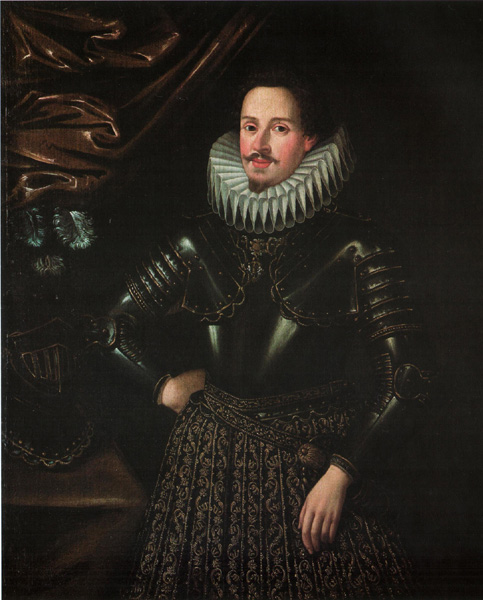
Herzog Ferdinando Gonzaga, Marias Onkel

Marias Onkel, Kardinal Ferdinando Gonzaga (* 1587, † 1626), kam auf die Nachricht vom Tod seines Bruders Herzog Francesco IV. in Eilmärschen von Rom nach Mantua um seiner Familie die Nachfolge in den italienischen Herzogtümern zu sichern und übernahm dort am 3. Jänner 1613 die Kontrolle. Er verfügte, dass Maria nicht an ihren Großvater nach Piemont ausgeliefert, sondern in Mantua in die Obhut des Klosters Sant’Orsola gegeben wurde, wo sie von ihrer Großtante, Margherita Gonzaga (* 1564, † 1618), einer Tochter von Guglielmo Gonzaga, Herzog von Mantua und Witwe von Alfonso II. d’Este (* 1533, † 1597), Herzog von Ferrara, betreut wurde. Zugleich überredete er die Mutter Marias – seine Schwägern Margarete von Savoyen – im Herzogtum Mantua zu verbleiben und stellte ihr das Schloss Goito (in der Provinz Mantua) als Residenz zur Verfügung, um dort die eventuelle Geburt eines Thronfolgers abzuwarten.
Margarete von Savoyen übersiedelte in das Schloss Goito, stellte fest, dass sie nicht schwanger war, und reiste auf Drängen ihres Vaters im April 1613 heimlich von dort direkt zu ihrem Vater nach Turin.
Maria, bereits Halbwaise durch den Tod ihres Vaters, verlor damit als Kleinkind auch die Nähe zu ihrer Mutter und wuchs in Mantua in klösterlicher Umgebung unter der Aufsicht ihrer kultivierten Großtante Magherita Gonzaga auf.
Angesichts des fehlenden Thronfolgers von Herzog Francesco IV. wurde die Ankunft von Margherita von Savoyen in Turin für ihren Vater, Herzog Karl Emanuel I. von Savoyen, das Signal sich nun mit anderen Mitteln in den Besitz des Herzogtums Montferrat zu setzen. Er marschierte mit seinen Truppen in Montferrat ein und besetzte das Herzogtum.
In der Folge kam es zwischen Mantua und Savoyen zum Krieg, wobei sich Marias Onkel und ihr Großvater gegenüberstanden. Auch von außen verfolgte man den Konflikt, wobei Frankreich und beide Zweige des Hauses Österreich – in Madrid und in Wien – Mantua unterstützten.
Die wiederholten Konfrontationen wurden durch mehrere Verträge unterbrochen, aber erst am 9. September 1617 kam es zum Frieden von Pavia.
Kardinal Ferdinand fand Gefallen an der weltlichen Herrschaft, verzichtete daher im Dezember 1615 zugunsten seines jüngeren Bruder Vincenzo II. auf den Kardinalspurpur und übernahm am 6. Jänner 1616 in aller Form als 6. Herzog die Herrschaft in Mantua und Montferrat.
Seine 1617 mit Caterina de’ Medici – einer Tochter des Großherzogs Ferdinand I. von Toskana – geschlossene Ehe blieb kinderlos, aus einer Scheinehe mit der Gräfin Camilla Faà di Bruno (* 1589 in Casale, † 1662), hatte er 1616 einen außerehelichen Sohn, Francesco Giacinto Gonzaga († 1630)
Als Marias Onkel Ferdinand Gonzaga am 29. Oktober 1626 starb, stellte sich neuerlich die Frage der Nachfolge, da dessen außerehelicher Sohn Francesco Giacinto Gonzaga nicht nachfolgeberechtigt und der einzige noch lebender Bruder Ferdinands – Vincenzo II. Gonzaga – Kardinal war. Maria rückte zugleich in der Nachfolge hinter diesem an die zweite Stelle.

### Onkel Herzog Vincenzo II. (1626–1627)

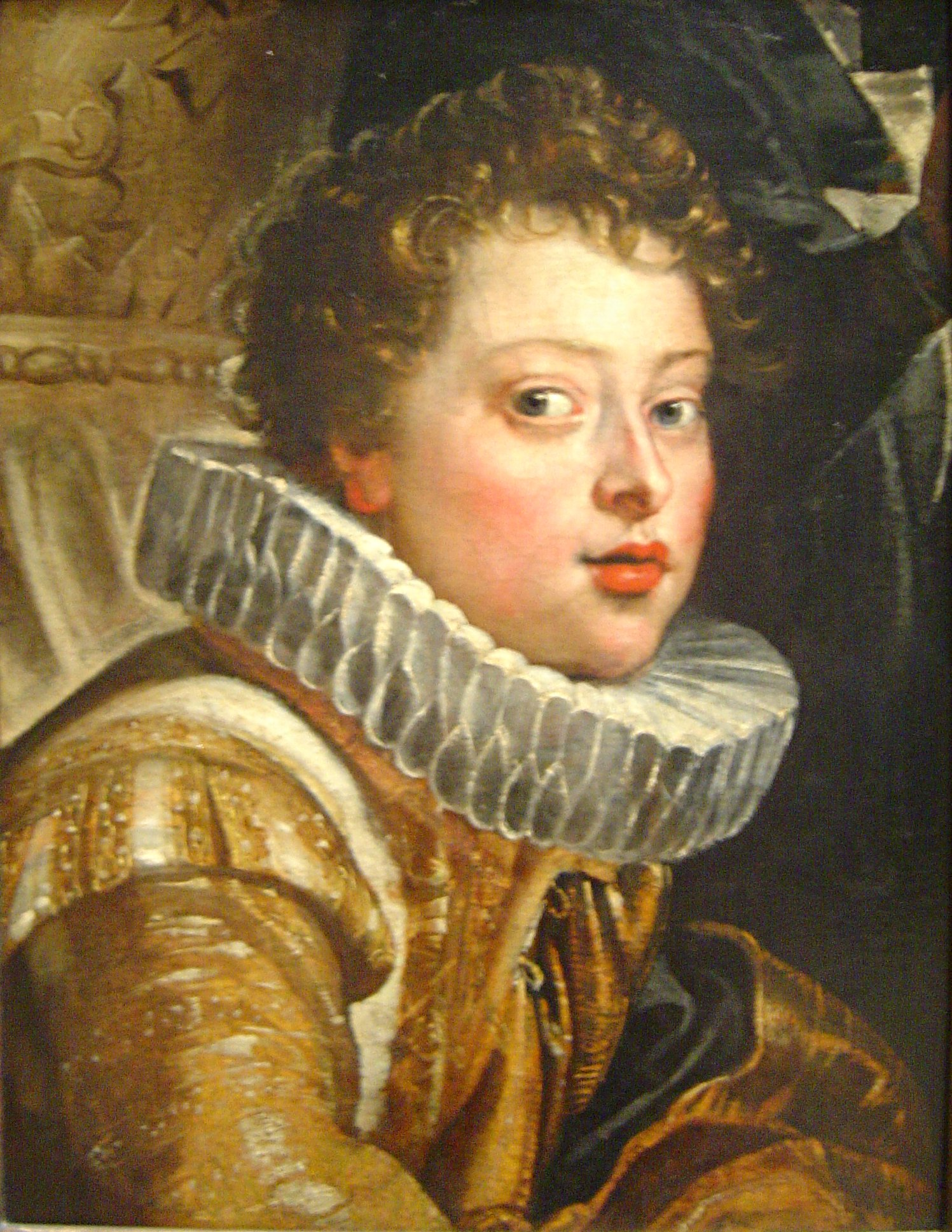
Herzog Vincenzo II. Gonzaga, Marias Onkel

Marias jüngerer Onkel Vincenzo II. Gonzaga (* 1594, † 1627) war nach dem Verzicht seines Bruders auf die Kardinalswürde 1615 selbst zum Kardinal ernannt worden, verzichtete jedoch schon ein Jahr später auf den Kardinalspurpur und heiratete 1616 eigenmächtig Isabella Gonzaga von Novellara (* 1576, † 1630), eine Tochter von Alfonso I. Gonzaga, den vierten Grafen von Novellara. Sie war intellektuell, hoch gebildet und eine berühmte Schönheit, zugleich aber auch eine Witwe mit acht Kindern, die mit vierzig Jahren fast doppelt so alt war wie ihr Bräutigam. Darüber hinaus erwies sich auch diese Ehe sehr bald als steril, wodurch das Aussterben der Hauptlinie der Gonzaga in männlicher Linie in greifbare Nähe rückte, während zugleich Maria zur einzigen Erbin ihres Hauses wurde.
Herzog Ferdinand, der das Aussterben der Dynastie mit allen Mitteln zu verhindern suchte und sich daher dieser Ehe seines jüngeren Bruders widersetzt hatte, versuchte die verhängnisvolle Ehe seines Bruders aufzulösen und scheute dabei selbst davor nicht zurück, Isabella – die dem Fortbestand der Dynastie entgegenstand – wegen Zauberei anzuklagen, um dadurch den Platz für eine neue Ehe seines Bruders freizumachen. Tatsächlich kam es zu einem Prozess in Rom der allerdings 1624 mit ihrem Freispruch endete.
Nach dem Tod seines Bruders Herzog Ferdinand folgte Vincenzo II. 1626 als 7. Herzog von Mantua und von Montferrat. Er war sich der Gefahr bewusst, dass er der Letzte Herzog seines Hauses sein würde, sofern es ihm nicht gelang, eine neue Ehe einzugehen.

#### Eheprojekt mit Herzog Vincenzo II.
Er überlegte daher, selbst seine Nichte Maria Gonzaga zu heiraten. Der Plan scheiterte, da die Auflösung seiner Ehe mit Isabella Gonzaga – und damit eine neue Ehe und Nachkommenschaft – nicht abzusehen war. Zugleich verschlechterte sich auch seine Gesundheit.
Es ging nun darum, die Herrschaft über die ererbten Herzogtümer wenn schon nicht der eigenen Familie, so doch zumindest dem Haus Gonzaga zu erhalten, indem sie an eine der jüngeren Linien des Hauses übertragen wurde.
Dank der politischen Bedeutung der Herzogtümer für das europäische Gleichgewicht und der Lehensabhängigkeit der Herzogtümer vom Heiligen Römischen Reich war die Regelung der Nachfolge keine rein interne Frage, sondern eine der europäischen Politik, da die rivalisierenden europäischen Mächte Spanien, Frankreich und Österreich in Italien jeweils eigene Interessen verfolgten. So unterstützten beide Linien des Hauses Österreich Ferrante II. Gonzaga (* 1563, † 1630) der aus einer jüngeren Nebenlinie der Gonzaga stammte und seit 1621 Herzog von Guastalla war, während Frankreich naturgemäß die „französische“ Linie der Gonzaga unterstützte, die als Herzöge von Nevers und Rethel von Frankreich abhängig waren.

#### Eheprojekt mit Cesare Gonzaga von Guastalla
Ferrante II. Gonzaga kam in den letzten Lebensmonaten von Vincenzo II. nach Mantua und schlug vor, die Erbin Maria Gonzaga mit seinem Sohn Cesare Gonzaga (*1592, † 1632) zu verheiraten, um so den Übergang der Herzogtümer auf sein Haus zu erreichen. Dies wurde jedoch von Herzog Vincenzo II. abgelehnt, denn dieser hatte sich für die französische Linie entschieden.

#### Ehe mit Carlo II. Gonzaga-Nevers
Damit entschied sich auch das Schicksal seiner Nichte Maria Gonzaga, der nunmehr einzigen Erbin ihres Hauses. Im letzten Moment – auf seinem Totenbett – verheiratete er Maria am 25. Dezember 1627 – heimlich und in aller Eile – mit ihrem entfernten Cousin, Carlo II. Gonzaga, dem ältesten Sohn von Carlo I. Gonzaga, dem regierenden Herzog von Nevers und Rethel, der aus der in Frankreich begüterten Nebenlinie der Gonzaga stammte.
Entgegen der allgemeinen Erwartung bestimmte er jedoch nicht Maria und auch nicht deren jungen Ehemann, Carlo II. Gonzaga zur Nachfolge, sondern Marias neuen Schwiegervater, Carlo I. Gonzaga. Als Herzog Vincenzo II. wenige Stunden später als letzter männlicher Vertreter seiner Dynastie verstarb, folgte daher Carlo I. Gonzaga, Herzog von Nevers und Rethel als 8. Herzog von Mantua und Montferrat.

### Schwiegervater Herzog Carlo I. Gonzaga-Nevers

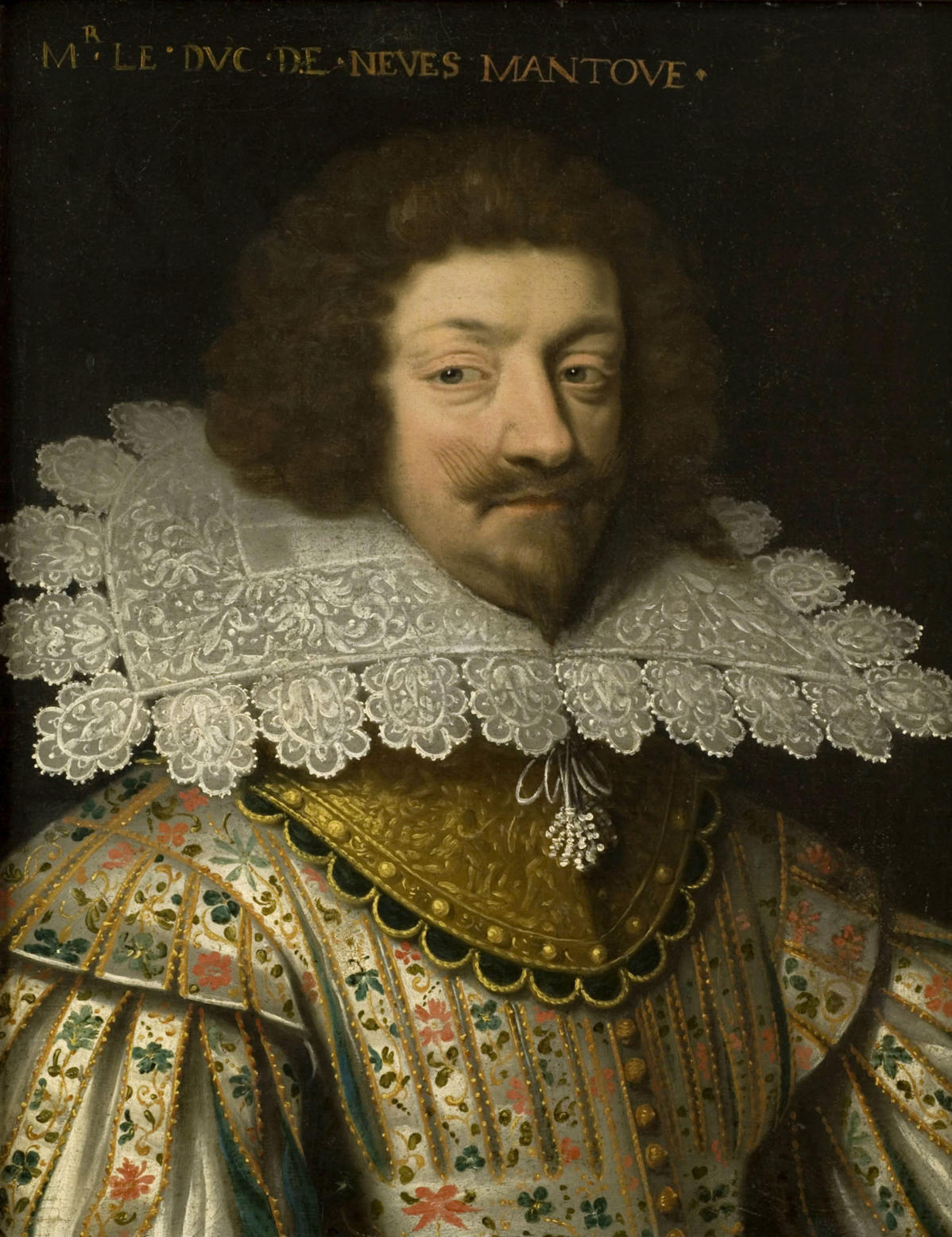
Carlo I. Gonzaga-Nevers, Marias Schwiegervater

#### Marias 1. Regentschaft (Dezember 1627 bis Jänner 1628)
Maria Gonzaga, die eigentliche Erbin der Herzogtümer, wurde durch diese Entscheidung ihres Onkels nicht zur Herzogin in eigenem Recht, sondern bloß zur Schwiegertochter des neuen Herzogs von Mantua und von Montferrat, Carlo I. Herzog von Nevers und Rethel aus dem Haus Gonzaga-Nevers.
Nach dem Tod ihres Onkels Vincenzo II. war Maria nur kurz – vom 25. Dezember 1627 bis zum 17. Jänner 1628 – Regentin der Herzogtümer Mantua und Montferrat.
Carlo I. Gonzaga eilte nach Verständigung über das unerwartete Erbe der beiden Herzogtümer umgehend von seiner Residenz in Charleville in Nordfrankreich nach Italien, musste dabei allerdings über deutsches Territorium ausweichen, um einer eventuellen Gefangennahme auf savoyischem Territorium zu entgehen.
Sofort nach seiner Ankunft in Mantua am 17. Jänner 1628 agierte er als regierender Herzog und versuchte, die Bevölkerung durch finanzielle Konzessionen zu gewinnen. Er beseitigte daher die Steuer auf Salz, die insbesondere die ärmere Bevölkerung belastete, hob Steuern auf landwirtschaftliche Produkte auf und verzichtete auf überfällige Steuernachzahlungen, was ihm zu großer Beliebtheit in der Bevölkerung verhalf.

#### Problematischer Wechsel der Dynastie
Weniger einfach erwies sich der effektive Wechsel der herrschenden Dynastie vom Haus Gonzaga-Mantua zum Haus Gonzaga-Nevers. Dies, da dieser Wechsel mit einem Bruch des traditionellen Allianzsystems in Norditalien verbunden war. Während die erloschene Dynastie der Gonzaga zu Mantua traditionell enge – auch verwandtschaftliche – Beziehungen zum kaiserlichen Hof in Wien hatte, war das Haus Gonzaga-Nevers Lehensträger der französischen Könige, sah daher Frankreich als natürlichen Verbündeten an.
Aus französischer Sicht war dies eine höchst willkommene Entwicklung, da sie die Möglichkeit eröffnete, über Carlos I. wieder direkten Einfluss auf die Politik in Italien zu gewinnen und damit im alten Streit zwischen Frankreich und dem Haus Österreich um die Kontrolle Italiens einen wichtigen Erfolg zu erzielen.
In Wien war man hingegen völlig überrascht und über das eigenmächtige Vorgehen empört, wobei man den plötzlichen Wechsel der Dynastie als Erfolg „französischer Intrigen“ und als eklatante Gefahr ansah, dass die Herzogtümer Mantua und Montferrat aus dem österreichischen Einflussbereich gelöst und in die Abhängigkeit Frankreichs geraten würden und Frankreich dadurch neuerlich in Italien Fuß fassen könnte.
Akzentuiert wurde die politische Frage durch die verbreitete Kriegsstimmung in Europa, denn seit 1618 gab es zahlreiche militärische Konflikte, die später als „Dreißigjähriger Krieg“ bezeichnet wurden, wobei hier in Norditalien die Entstehung einer Nebenfront drohte.
Auch in Turin war man von dieser Erbfolge betroffen, denn sie bedeutete, dass die langjährigen Bemühungen um den Erwerb des Herzogtums Montferrat zum Scheitern verurteilt waren. Karl Emanuel I. Herzog von Savoyen (1580–1630) schloss sich daher der kaiserlichen Position an, da er hoffte, als Cousin von Maria vielleicht auf diesem Wege in den Besitz von Montferrat zu gelangen.
Der Dynastiewechsel in Mantua war daher keineswegs eine bloß interne, familiäre Angelegenheit, sondern eine Frage, die das labile Gleichgewicht der europäischen Mächte betraf.
Marias Schwiegervater Carlo I. war sich der Problematik – insbesondere der Notwendigkeit der kaiserlichen Genehmigung für die Übertragung von Reichslehen an eine neue Dynastie – bewusst und versuchte – gestützt auf die engen verwandtschaftlichen Beziehungen Marias mit beiden Linien des Hauses Österreich – die Problematik durch eine diplomatische Initiative zu lösen. Er entsandte daher den Bischof von Mantua Vincenzo Agnelli Soardi (1620–1644) an den kaiserlichen Hof nach Wien, um die Investitur mit den beiden Herzogtümern zu erbitten und zugleich den Bischof von Casale, Scipione Agnelli Maffei (1624–1653), nach Spanien, sowie den Marchese Strozzi nach Rom, den Marchese Ippoliti nach Frankreich, und den Marchese Gianfrancesco Gonzaga aus dem Haus Novellara als Gesandten in die Republik Venedig.
Der erhoffte Erfolg der Initiative blieb jedoch aus. Wien und Madrid – d. h., die beiden mit Maria verwandten Linien des Hauses Österreich – weigerten sich, diese Erbfolge anzuerkennen. Kaiser Ferdinand II. verfügte am 28. März 1628 die Einziehung von Mantua und Montferrat als erledigte Reichslehen und entsandte zur Durchsetzung den Grafen Johann VIII. zu Nassau–Siegen († 1638) als kaiserlichen Kommissar nach Italien.
Vergeblich versuchte Carlo I. durch rechtliche Gutachten und Pamphlete seinen Standpunkt zu erhärten und durch Versprechungen Zeit zu gewinnen, bis die angeworbenen französischen Truppen – 12.000 Infanteristen und 1.000 Berittene – zu seinem Schutz eingelangt wären. Dies wurde jedoch von Gonzalo Fernández de Córdoba, dem spanischen Gouverneur von Mailand (1625–1629) verhindert, der diese Truppen im Norden blockierte und gemeinsam mit dem Herzog von Savoyen in Montferrat mehrere von den Franzosen besetzte Städte eroberte und die Hauptstadt Casale belagerte.
Am 3. Juni wurde Carlo I. durch ein kaiserliches Dekret mit dem Bann bedroht, sollte er sich nicht dem kaiserlichen Kommissär, dem Grafen von Nassau unterwerfen. Da Carlo weiter zögerte folgte am 16. August ein weiteres kaiserliches Dekret. Carlo I. entschloss sich daraufhin Marias Ehemann, seinen Sohn Carlo II., am 10. Oktober 1628 als Fürsprecher und Vermittler nach Wien zu entsenden. Dieser wurde in Wien – wohl wegen der nahen Verwandtschaft von Kaiserin Eleonore Gonzaga mit dessen Gemahlin Maria Gonzaga – überaus freundlich empfangen, kehrte jedoch Anfang Dezember mit leeren Händen zurück, da Kaiser Ferdinand II. fest entschlossen war, Mantua als erledigtes Reichslehen einzuziehen, um es anschließend an Ferrante II. Gonzaga Herzog von Guastalla (1621–1630) zu vergeben.

#### Mantuanischer Erbfolgekrieg
In der Folge kam es zu blutigen Kämpfen zwischen französischen, savoyischen und kaiserlichen Truppen, die als Mantuanischer Erbfolgekrieg und als Nebenschauplatz des Dreißigjährigen Krieges in die Geschichte eingingen.
Dabei wurde u. a. die Stadt Mantua, in der die Pest grassierte, von kaiserlichen Truppen belagert, sodass Carlos I. schließlich am 19. Juli 1630 kapitulieren musste und ins Exil ging.
Darauf kam es zum „Sacco di Mantova“ – der Plünderung von Mantua – wobei der berühmte Herzogspalast und auch die Kirchen ihrer Kunstwerke, ihrer Gold- und Silberschätze und anderer Wertgegenstände beraubt wurden.

##### Exil im Kirchenstaat
Maria begleitete Carlo I., der sich mit seiner Familie und wenigen Beratern ins Exil nach Ariano im Kirchenstaat begab, wo man in sehr bedrängten finanziellen Verhältnissen lebte, bis Maria von ihrer Tante, Kaiserin Eleonore Gonzaga († 1655 in Wien), eine erhebliche finanzielle Zuwendung erhielt.

##### Anerkennung von Carlo I.
Die Entscheidung über das weitere Schicksal der Herzogtümer wurde durch die Fürsprache der Kaiserin Eleonore sowie durch das am 26. Juli 1630 erfolgte Ableben von Herzog Carlo Emanuele von Savoyen positiv beeinflusst, sodass es am 13. Oktober 1630 zu einer Vereinbarung kam, durch die Carlo I. vom Kaiser als Herzog von Mantua und Montferrat anerkannt wurde, jedoch an die vom Kaiser begünstigten Gonzaga von Guastalla die Territorien Luzzara, Dosolo, Reggiolo und Solara sowie an Herzog Viktor Amadeus I. von Savoyen die Territorien Trino und Alba sowie andere Gemeinden und Herrschaften in Montferrat abtreten musste.

##### Ende des Krieges
Der Krieg wurde durch den Vertrag von Cherasco vom 6. April 1631 zwischen Kaiser Ferdinand II., König Ludwig XIII. von Frankreich und Herzog Viktor Amadeus I. von Savoyen beendet.
Für Carlo I. – und damit auch für seine Schwiegertochter Maria – endete die Krise erst am 2. Juli 1631, als er schließlich die kaiserliche Investitur für die Herzogtümer Mantua und Montferrat erhielt.
Die Rückkehr Marias und ihrer Familie nach Mantua verzögerte sich jedoch, denn Mantua war immer noch von kaiserlichen Truppen besetzt. Erst nach einem Zwischenaufenthalt in Goito konnte nach dem Abzug der kaiserlichen Truppen aus Mantua am 21. September 1631 der Einzug in Mantua erfolgen. Dies war jedoch trotz Triumphbögen und Volksauflauf kein Anlass zur Freude, denn die Stadt war weitgehend zerstört und geplündert, die Bevölkerung durch die Pest dezimiert und Maria war in Trauer, da ihr Ehemann Carlo II. Gonzaga-Nevers am 30. August 1631 in Cavriana im Alter von 22 Jahren verstorben war.

#### Wiederaufbau von Mantua
Carlo I. der nunmehr neben seinen französischen Herzogtümern auch Herzog von Mantua und Montferrat war, bemühte sich – unterstützt von der Republik Venedig, dem Großherzog von Toskana, sowie vom Herzog von Parma und dem Herzog von Modena – die Stadt wieder aufzubauen, die Wirtschaft wieder aufzurichten und zur Normalität zurückzukehren.
Unterstützt wurde Carlo I. dabei insbesondere von Maria, die naturgemäß ein besonderes Interesse am Wiederaufbau der jahrhundertelangen Residenzstadt ihrer Familie hatte.
Marias Bedeutung für den Fortbestand der Familie wurde bald darauf weiter erhöht, da der einzig überlebende Bruders ihres Ehemannes, Ferdinando Gonzaga-Nevers (* 1610) Herzog von Mayenne und Aiguillon, Marquis von Villars, Graf von Tende und Sommerive, plötzlich am 25. Mai 1632 in Casale im Alter von nur 22 Jahren verstarb.
Das Haus Gonzaga-Nevers befand sich damit in einer ähnlichen Lage wie zuvor die Linie Gonzaga-Mantua, da nunmehr auch deren Fortbestand allein auf Maria Gonzaga und auf ihrem dreijährigen Sohn Carlo III. Gonzaga beruhte.
Diese heikle Situation bezüglich der Nachfolge weckte alte Begehrlichkeiten. So drängte Herzog Viktor Amadeus I. von Savoyen darauf, dass sich seine Nichte Maria Gonzaga und deren Sohn Carlo III. nach Piemont in seinen Schutz begeben sollten. Dem stellte sich Maria und auf internationaler Ebene Papst Urban VIII. entgegen. Herzog Carlo I. fühlte sich bedrängt, fürchtete abgesetzt zu werden, schloss daher mit Frankreich am 11. Juli 1635 den Vertrag von Rivoli ab, der darauf abzielte, Spanien aus dem Herzogtum Mailand zu vertreiben. Dieser Vertrag kam jedoch nicht zur Ausführung, da Carlo I. am 21. September 1637 verstarb.

### Sohn Herzog Carlo III. Gonzaga-Nevers
Nach dem Ableben seines Großvaters Carlo I. folgte dessen Enkel – Marias Sohn – Carlo III. 1637 in Italien als Herzog von Mantua und Montferrat (als Herzog von Mantua Carlo II. genannt) und in Frankreich als Herzog von Nevers und Rethel nach, da sein Vater Carlo II. bereits 1631 verstorben war.

#### Marias Regentschaft (1637–1647)
Da Carlo III. beim Tod seines Großvaters ein Kind von 8 Jahren war, übernahm Maria Gonzaga mit 28 Jahren die Regentschaft für ihren Sohn sowohl in den italienischen Herzogtümern Mantua und Montferrat als auch in den in Frankreich gelegenen Herzogtümern Nevers und Rethel.
Maria stand unter dem Eindruck der schlimmen Erfahrungen, die sie im Krieg und anschließend im Exil gemacht hatte, die auf die Allianz ihres Schwiegervaters mit Frankreich zurückgingen und war daher entschlossen, zur traditionellen Allianz mit Österreich zurückzukehren.
Außenpolitisch begann sie mit einer diplomatischen Initiative, indem sie in diesem Sinn Gesandtschaften nach Wien – insbesondere zu ihrer Tante, der Kaiserin-Witwe Eleonore – nach Madrid, zum Heiligen Stuhl nach Rom, nach Venedig, Turin und auch nach Frankreich zu König Ludwig XIII. entsandte. Als Reaktion übte Frankreich über seine Gesandten in Mantua und in Venedig Druck auf Maria aus und besetzte als Repressalie Casale, die Hauptstadt von Montferrat. Hier wirkte jedoch bereits die Allianz mit Habsburg, da die französische Besatzung von spanischen Truppen wieder vertrieben wurde. Am 28. April und am 10. Mai 1638 langten kaiserliche Diplome ein, mit der ihre Funktion als Vormünderin und Regentin der Herzogtümer und die Rechte ihres Sohnes Carlo III. als Reichsfürst offiziell anerkannt wurden.
Diese Rechte wurden jedoch bald darauf von Luisa Maria Gonzaga-Nevers (1611–1667) und Anna Gonzaga-Nevers (1616–1684), den Schwestern von Marias Ehemann Carlo II., in Frage gestellt, die durch einseitige Auslegung des Testaments von Carlo I. vom 14. August 1634 dessen französische Besitzungen – insbesondere die Herzogtümer Nevers und Rethel für sich beanspruchten. Es gelang jedoch Maria, diese Ansprüche erfolgreich zu entkräften und so diese wichtigen Besitzungen ihrem Sohn zu erhalten.
Mit derselben Energie widmete sie sich der innenpolitischen Lage. Sie entließ sie die hohen Funktionäre, die die frankophile Politik unterstützt hatten, um deren Obstruktion zu vermeiden, reorganisierte und verbesserte die Verwaltung und die Justiz. Am 11. November 1638 ließ sie den Senator Gian Francesco Paraleoni und den Marchese Giulio Gonzaga im Kerker des Herzogspalastes einsperren, da sie versucht hatten, einer Politik der Anlehnung an Frankreich zum Durchbruch zu verhelfen.
Auch im Bereich der Religion war Maria aktiv. Sie hatte die Stadt Mantua dem Schutz der Madonna unterstellt und unterstützte 1641 die Stiftung der Confraternità della Madonna Incoronata (Bruderschaft der gekrönten Madonna) die auf Anregung des Bischofs von Mantua Vincenzo Agnelli Soardi mit Sitz in der Hauptkapelle der Kathedrale von Mantua – samt jährlicher Prozession an der Maria zu Fuß teilnahm – errichtet wurde.
Es gelang Maria dem von ihr regierten Staat die wieder die notwendige äußere und innere Sicherheit zu geben und der von Krieg und Seuchen dezimierten Bevölkerung wieder zu Wohlstand zu verhelfen. Es gelang ihr hingegen nicht ihren Sohn Carlo III. im richtigen Sinn auf seine Aufgabe als verantwortungsvollen Herrscher vorzubereiten, da dieser sich in der Folge als maßlos, herzlos und geistlos erwies.

#### Großjährigkeit von Herzog Carlo III.

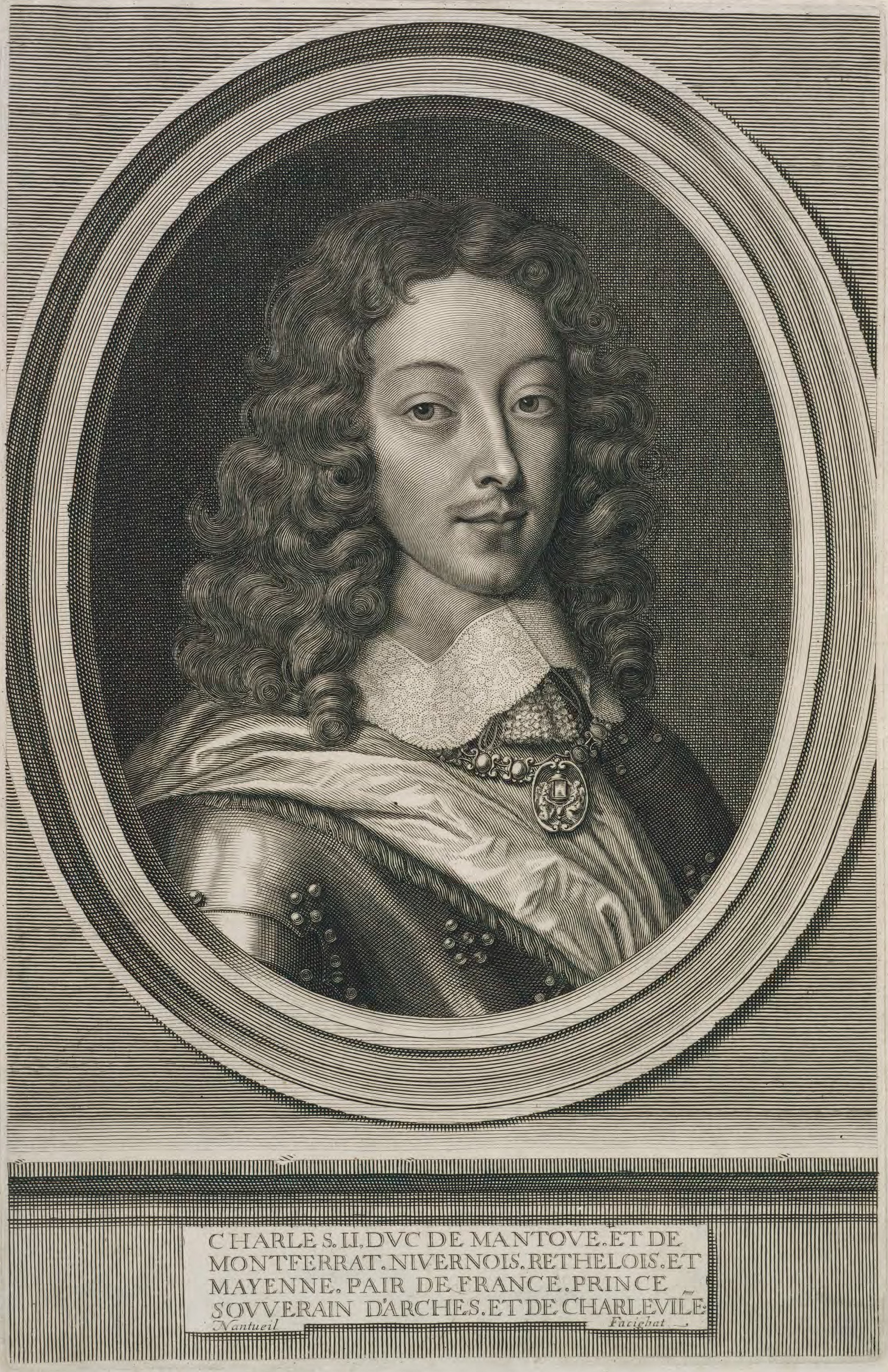
Carlo III. Gonzaga-Nevers, Sohn von Maria

Nachdem ihr Sohn Carlo III. das 18. Lebensjahr erreicht hatte, beendete Maria ihre Regentschaft und übertrug ihm am 30. Oktober 1647 die Regierung über die Herzogtümer Mantua und Montferrat sowie über die französischen Herzogtümer Nevers, Rethel und Mayenne.

#### Marias diplomatische Bemühungen
Maria beendete damit zwar ihre offizielle Regentschaft, nicht aber ihre Bemühungen um die Erhaltung und Stärkung des Staates ihrer Familie. Dies erwies sich als notwendig, da ihr Sohn charakterlich nicht gefestigt und erheblich mehr an Vergnügungen als an den Regierungsgeschäften interessiert war.
Marias erstes Ziel war es, eine Wiederholung der verhängnisvollen Allianz mit Frankreich zu verhindern, das Bündnis mit Österreich zu erneuern und die Politik des jungen Herzogs an das Kaiserhaus zu binden.
Dank ihres diplomatischen Geschicks gelang es Maria in Wien – wohl über Vermittlung ihrer Tante Kaiserin Eleonore – zu erreichen, dass man einwilligte, Carlos III. mit einer Erzherzogin zu verheiraten. Die Wahl fiel auf Isabella Clara von Österreich (* 1629, † 1685), eine Nichte von Kaiser Ferdinand II. und Tochter von dessen jüngeren Bruder Erzherzog Leopold von Österreich. Maria ließ diese Neuigkeit am 13. Juni 1649 kundmachen, worauf Isabella Clara am 7. November ihren feierlichen Einzug in Mantua hielt, und die Hochzeit am 7. Dezember 1649 in der Kathedrale San Pietro stattfand.
Maria Gonzaga gelang es darüber hinaus, ihre einzige Tochter Eleonore Gonzaga (* 1630, † 1686) am 30. April 1651 als dritte Gemahlin mit ihrem Cousin Kaiser Ferdinand III. zu verheiraten, wodurch ihre Tochter von 1651 bis 1657 den Titel einer Kaiserin des HRR trug.
Ein weiteres wichtiges Anliegen von Maria Gonzaga war die Rückgewinnung der seinerzeit unfreiwillig an den Zweig der Gonzaga zu Guastalla abgetretenen Herrschaften Luzzara und Reggiolo. Eine Gelegenheit dazu ergab sich aus dem 1657 erfolgten Thronwechsel in Wien, durch den Erzherzog Leopold I. von Österreich (Kaiser 1657–1705) auf seinen Vater Ferdinand III. gefolgt war. Maria entschloss sich, diese heikle Angelegenheit – beide Territorien befanden sich im Besitz der Gonzaga von Guastalla – persönlich zu betreiben, reiste daher 1659 nach Österreich, wo sie sie in Graz ihre Tochter, die Kaiserin-Witwe Eleonore und ihren „Stiefenkel“ Kaiser Leopold I. besuchte. Ihre Argumentation zugunsten der Rückstellung der beiden Territorien dürften überzeugend gewesen sein, denn sie erlangte am 30. September 1659 ein kaiserliches Diplom, in dem ihrem Sohn die Investitur mit dem Herzogtümern Mantua und Montferrat sowie mit Luzzara und Reggiolo gewährt wurde. Dieser letzte große Erfolg ihrer diplomatischen Bemühungen erwies sich jedoch nachträglich als nicht durchsetzbar, da das Haus der Gonzaga-Guastalla nicht bereit war, diese Territorien herauszugeben. Sie blieben daher de facto weiterhin im Besitz der Gonzaga von Guastalla.

#### Marias Rückzug und Tod

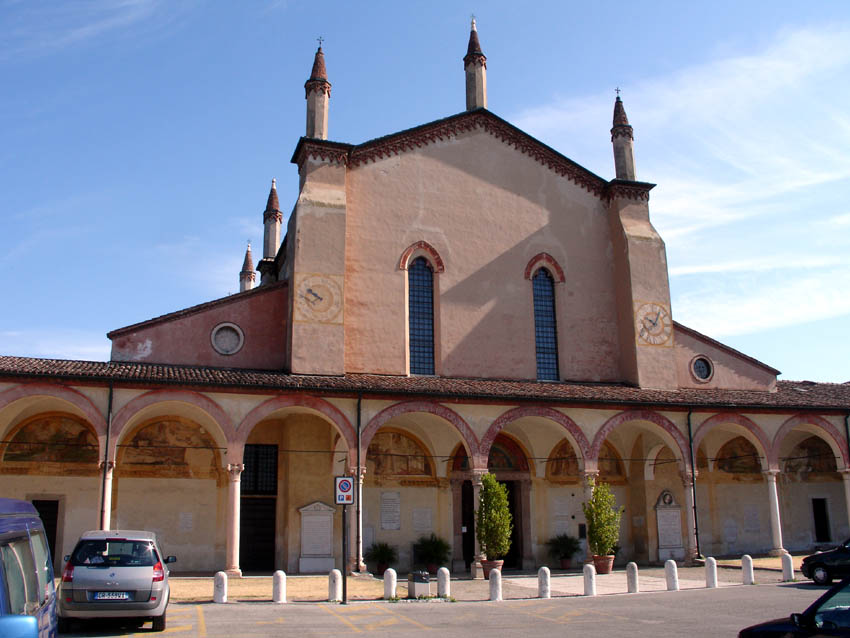
Kirche Beata Vergine in Curtatone, Grabkirche von Maria Gonzaga

In der Folge zog sich Maria, erschöpft von ihren langjährigen Bemühungen für den Wiederaufbau und für die Stärkung und Absicherung des Fortbestehens des strategisch wichtigen Staates der Gonzaga zu Mantua, in ihre – bis heute bestehende – Lieblingsvilla „La Favorita“ in Porto Mantovano zurück, wo sie am 14. August 1660 im Alter von 51 Jahren verstarb. Sie wurde in der Kirche Santuario della Beata Vergine Maria delle Grazie in Curtatone (nahe bei Mantua) begraben.

## Wertung
Der mit Maria verbundene Übergang der Herrschaft vom Haus Gonzaga-Mantua auf das Haus Gonzaga-Nevers bedeutete nicht nur eine politische, sondern auch eine kulturelle Wende. Die Herzöge aus dem Haus Gonzaga-Mantua hatten während mehrerer Generationen das Herzogtum zu einem wichtigen regionalen politischen Faktor und zugleich zu einer kulturellen Großmacht in Europa gemacht, indem sie Architekten, Maler, Dichter und Gelehrte um sich scharten und förderten. Diese Tradition endete mit dem Ausgang der alten Dynastie, sodass die folgenden Herzöge aus dem Haus Gonzaga-Nevers im Vergleich zu ihren bedeutenden Vorgängern, wie Giuseppe Coniglio im Kapitel „Anfang des Abstieges“ schreibt, bloß „als ein Nachhang und größtenteils der Männer unwürdig erscheinen, die ihnen vorausgegangen waren“
Die zehn Jahre ihrer erfolgreichen Regentschaft brachten Maria den Ruf ein, die letzte bedeutende Persönlichkeit unter den Herrschern von Mantua zu sein.

## Ehe und Nachkommen
Maria Gonzaga Prinzessin von Mantua heiratete am 25. Dezember 1627 in Mantua Carlo II. von Gonzaga-Nevers, Erbprinz und Mit-Herzog (gemeinsam mit seinem Vater) von Nevers und Rethel und seit 1621 auch Herzog von Mayenne, den ältesten Sohn von Carlo I. Gonzaga, Herzog von Nevers und Rethel (1595–1637) sowie Herzog von Mantua und Montferrat (1627–1637) aus dessen Ehe mit Katherina Prinzessin von Lothringen-Mayenne (* 1585, † 1618).

### Nachkommen
1. Carlo III. von Gonzaga-Nevers (* 31. Oktober 1629 in Mantua, † 14. August 1665 ebenda) Herzog von Mantua und Montferrat (1637–1665), Herzog von Nevers und Rethel (1637–1659) dann verkauft an Kardinal Jules Mazarin (* 1602; † 1661). ⚭ 7. November 1649 Isabella Klara Erzherzogin von Österreich (* 12. August 1629, † 24. Februar 1685) Tochter von Erzherzog Leopold V. von Österreich-Tirol.
  1. Ferdinando Carlo von Gonzaga-Nevers (* 31. August 1652 in Revere, † 5. Juli 1708 im Exil in Padua) 10. und letzter Herzog von Mantua und Montferrat (1665–1708), Herzog von Guastalla (1678–1692 und 1702–1704), 3. Fürst von Arches, Herzog von Charleville etc. ⚭ I. 1670 Anna Isabella Gonzaga (* 1655, † 11. August 1703) 1678 Herzogin von Guastalla (mit Luzzara und Reggiolo) ⚭ II. 8. November 1704 in Tortona, Suzanne Henriette von Lothringen-Elboeuf (* 1. Februar 1686, † 19. Dezember 1710 in Paris) (Letzter seines Hauses, ohne legitime Nachkommenschaft)
2. Eleonora Magdalena Gonzaga von Mantua-Nevers (* 18. November 1630 in Mantua, † 6. Dezember 1686 in Wien), ⚭ in Wiener Neustadt 30. April 1651 Ferdinand III. (* 13. Juli 1608 in Graz, † 2. April 1657 in Wien), Kaiser des Heiligen Römischen Reiches etc. (1637–1657)[35]
  1. Eleonore Marie Josepha, Erzherzogin von Österreich (* 21. Mai 1653 in Regensburg, † 17. Dezember 1697 in Wien, begr. in der Kapuzinergruft in Wien) ⚭ I. 27. Februar 1670 in Lemberg, Michael I. Korybut Wisniowiecki (* 31. Mai 1640, † 10. November 1673), König von Polen und Großfürst von Litauen (1669–1673); ⚭ II. 6. Februar 1678 in Wiener Neustadt, Karl V., Titularherzog von Lothringen (1675–1690) (* 3. April 1643 in Wien, † 18. April 1690 in Wels)[36] Aus 2. Ehe:
    1. Leopold Joseph von Lothringen (* 11. September 1679 in Innsbruck, † 27. März 1729 in Lunéville) Herzog von Lothringen (1690–1729), ⚭ 13. Oktober 1698 in Fontainebleau, Élisabeth Charlotte de Bourbon-Orléans 1736 Fürstin von Commercy (* 13. September 1676 Château de Saint-Cloud, † 23. Dezember 1744 Château de Commercy) Tochter von Philippe Herzog von Orléans und der Liselotte von der Pfalz. Kinder u. a.:
      1. Franz I. Stephan von Lothringen (* 8. Dezember 1708 in Nancy, † 18. August 1765 in), Kaiser des Heiligen Römischen Reiches (1745–1765), Herzog von Lothringen (1729–1737) etc. ⚭ 12. Februar 1736 Maria Theresia von Österreich, Königin von Ungarn, Böhmen etc. (* 13. Mai 1717 in Wien, † dort 29. November 1780) (Nachkommen: Das Haus Habsburg-Lothringen)[37]
      2. Elisabeth Therese von Lothringen (* 15. Oktober 1711 in Lunéville, † 3. Juli 1741 in Turin) ⚭ 1. April 1737 Karl Emanuel III. von Savoyen (* 27. April 1701 in Turin, † 20. Februar 1773 ebenda) König von Sardinien (1730–1773) (Nachkommen u. a.: die Könige von Sardinien bis 1831)
      3. Karl Alexander von Lothringen (* 12. Dezember 1712 in Lunéville, † 4. Juli 1780 in Tervuren) Generalstatthalter der Österreichischen Niederlande (1744–1780) 52. Hochmeister des Deutschen Ordens (1761–1780) ⚭ 7. Jänner 1744 in Wien, Maria Anna Erzherzogin von Österreich (* 14. September 1718 in Wien, † 16. Dezember 1744 in Brüssel) (keine Kinder)
      4. Anna Charlotte von Lothringen (* 17. März 1714; † 7. November 1773 in Mons), Äbtissin von Remiremont und Sainte-Waudru in Mons

  2. Maria Anna Josepha von Österreich (* 30. Dezember 1654 in Regensburg, † 14. April 1689 in Wien) ⚭ 25. Oktober 1678 in Wiener Neustadt, Johann Wilhelm Pfalzgraf bei Rhein zu Neuburg (* 19. April 1658 in Düsseldorf, † 8. Juni 1716 ebenda) Kurfürst von der Pfalz (1690–1716) (keine Kinder)

## Vorfahren
|  |                                                                                    |  |  |  |  |  |  |  |  |  |  |  |  |
|  | Guglielmo Gonzaga, Herzog von Mantua und Montferrat (1550–1587) (* 1538, † 1587)   |  |  |  |  |  |  |  |  |  |  |  |  |
|  |                                                                                    |  |  |  |  |  |  |  |  |  |  |  |  |
|  |                                                                                    |  |  |  |  |  |  |  |  |  |  |  |  |
|  | Vincenzo I. Gonzaga, Herzog von Mantua und Montferrat (1587–1612) (* 1562, † 1612) |  |  |  |  |  |  |  |  |  |  |  |  |
|  |                                                                                    |  |  |  |  |  |  |  |  |  |  |  |  |
|  |                                                                                    |  |  |  |  |  |  |  |  |  |  |  |  |
|  | Eleonore Erzherzogin von Österreich (* 1534, † 1594)                               |  |  |  |  |  |  |  |  |  |  |  |  |
|  |                                                                                    |  |  |  |  |  |  |  |  |  |  |  |  |
|  |                                                                                    |  |  |  |  |  |  |  |  |  |  |  |  |
|  | Francesco IV. Gonzaga, Herzog von Mantua und Montferrat (1612) (* 1586, † 1612)    |  |  |  |  |  |  |  |  |  |  |  |  |
|  |                                                                                    |  |  |  |  |  |  |  |  |  |  |  |  |
|  |                                                                                    |  |  |  |  |  |  |  |  |  |  |  |  |
|  | Francesco I. de’ Medici, Großherzog von Toskana (1574–1587) (* 1541, † 1587)       |  |  |  |  |  |  |  |  |  |  |  |  |
|  |                                                                                    |  |  |  |  |  |  |  |  |  |  |  |  |
|  |                                                                                    |  |  |  |  |  |  |  |  |  |  |  |  |
|  | Eleonora de’ Medici, Prinzessin von Toskana (* 1567, † 1611)                       |  |  |  |  |  |  |  |  |  |  |  |  |
|  |                                                                                    |  |  |  |  |  |  |  |  |  |  |  |  |
|  |                                                                                    |  |  |  |  |  |  |  |  |  |  |  |  |
|  | Johanna Erzherzogin von Österreich (* 1547, † 1578)                                |  |  |  |  |  |  |  |  |  |  |  |  |
|  |                                                                                    |  |  |  |  |  |  |  |  |  |  |  |  |
|  |                                                                                    |  |  |  |  |  |  |  |  |  |  |  |  |
|  | Maria Gonzaga, Prinzessin von Mantua (* 1609, † 1660)                              |  |  |  |  |  |  |  |  |  |  |  |  |
|  |                                                                                    |  |  |  |  |  |  |  |  |  |  |  |  |
|  |                                                                                    |  |  |  |  |  |  |  |  |  |  |  |  |
|  | Emanuel Philibert, Herzog von Savoyen (1553–1580) (* 1528, † 1580)                 |  |  |  |  |  |  |  |  |  |  |  |  |
|  |                                                                                    |  |  |  |  |  |  |  |  |  |  |  |  |
|  |                                                                                    |  |  |  |  |  |  |  |  |  |  |  |  |
|  | Karl Emanuel I., Herzog von Savoyen (1580–1630) (* 1562, † 1630)                   |  |  |  |  |  |  |  |  |  |  |  |  |
|  |                                                                                    |  |  |  |  |  |  |  |  |  |  |  |  |
|  |                                                                                    |  |  |  |  |  |  |  |  |  |  |  |  |
|  | Margarethe von Frankreich (* 1523, † 1574)                                         |  |  |  |  |  |  |  |  |  |  |  |  |
|  |                                                                                    |  |  |  |  |  |  |  |  |  |  |  |  |
|  |                                                                                    |  |  |  |  |  |  |  |  |  |  |  |  |
|  | Margarete von Savoyen (* 1589, † 1655)                                             |  |  |  |  |  |  |  |  |  |  |  |  |
|  |                                                                                    |  |  |  |  |  |  |  |  |  |  |  |  |
|  |                                                                                    |  |  |  |  |  |  |  |  |  |  |  |  |
|  | Philipp II. von Österreich König von Spanien (1556–1598) (* 1527, † 1598)          |  |  |  |  |  |  |  |  |  |  |  |  |
|  |                                                                                    |  |  |  |  |  |  |  |  |  |  |  |  |
|  |                                                                                    |  |  |  |  |  |  |  |  |  |  |  |  |
|  | Katharina Michaela von Spanien, Erzherzogin von Österreich, (* 1567, † 1597)       |  |  |  |  |  |  |  |  |  |  |  |  |
|  |                                                                                    |  |  |  |  |  |  |  |  |  |  |  |  |
|  |                                                                                    |  |  |  |  |  |  |  |  |  |  |  |  |
|  | Elisabeth von Frankreich (* 1545, † 1568)                                          |  |  |  |  |  |  |  |  |  |  |  |  |
|  |                                                                                    |  |  |  |  |  |  |  |  |  |  |  |  |
|  |                                                                                    |  |  |  |  |  |  |  |  |  |  |  |  |